# Tirreno-Adriatico 1995
La Tirreno-Adriatico 1995, trentesima edizione della corsa, si svolse dall'8 al 15 marzo 1996 su un percorso di 1422 km, suddiviso su 8 tappe. La vittoria fu appannaggio dell'italiano Stefano Colagè, che completò il percorso in 37h35'39", precedendo il connazionale Maurizio Fondriest e il russo Dmitrij Konyšev.

## Tappe
| Tappa  | Data     | Percorso                                            | km   | Vincitore di tappa  | Leader cl. generale |
| ------ | -------- | --------------------------------------------------- | ---- | ------------------- | ------------------- |
| 1ª     | 8 marzo  | San Giuseppe Vesuviano > Pompei                     | 174  | Erik Zabel          | Erik Zabel          |
| 2ª     | 9 marzo  | Cassino > Ferentino                                 | 182  | Maximilian Sciandri | Maximilian Sciandri |
| 3ª     | 10 marzo | Anagni > Santa Marinella                            | 167  | Nicola Minali       | Maximilian Sciandri |
| 4ª     | 11 marzo | Santa Severa > Sorano                               | 200  | Stefano Colagè      | Stefano Colagè      |
| 5ª     | 12 marzo | Porto Santo Stefano > Soriano nel Cimino            | 175  | Gianluca Pierobon   | Stefano Colagè      |
| 6ª     | 13 marzo | Terni > Comunanza                                   | 180  | Nicola Minali       | Stefano Colagè      |
| 7ª     | 14 marzo | Monte Urano > Torre San Patrizio                    | 180  | Stefano Zanini      | Stefano Colagè      |
| 8ª     | 15 marzo | San Benedetto del Tronto > San Benedetto del Tronto | 162  | Ján Svorada         | Stefano Colagè      |
| Totale | Totale   | Totale                                              | 1422 |                     |                     |

## Dettagli delle tappe

### 1ª tappa
- 8 marzo: San Giuseppe Vesuviano > Pompei – 174 km

Risultati
| Pos. | Corridore          | Squadra                      | Tempo    |
| ---- | ------------------ | ---------------------------- | -------- |
| 1    | Erik Zabel         | Team Deutsche Telekom        | 4h32'17" |
| 2    | Giuseppe Citterio  | MG Boys Maglificio-Technogym | s.t.     |
| 3    | Fabiano Fontanelli | ZG Mobili-Selle Italia       | s.t.     |

| Pos. | Corridore  | Squadra               | Tempo |
| ---- | ---------- | --------------------- | ----- |
| 1    | Erik Zabel | Team Deutsche Telekom |       |

### 2ª tappa
- 9 marzo: Cassino > Ferentino – 182 km

Risultati
| Pos. | Corridore           | Squadra                      | Tempo    |
| ---- | ------------------- | ---------------------------- | -------- |
| 1    | Maximilian Sciandri | MG Boys Maglificio-Technogym | 5h03'52" |
| 2    | Mario Manzoni       | Brescialat-Fago              | s.t.     |
| 3    | Luca Gelfi          | Brescialat-Fago              | s.t.     |

| Pos. | Corridore           | Squadra                      | Tempo |
| ---- | ------------------- | ---------------------------- | ----- |
| 1    | Maximilian Sciandri | MG Boys Maglificio-Technogym |       |

### 3ª tappa
- 10 marzo: Anagni > Santa Marinella – 167 km

Risultati
| Pos. | Corridore              | Squadra               | Tempo    |
| ---- | ---------------------- | --------------------- | -------- |
| 1    | Nicola Minali          | Gewiss-Ballan         | 4h02'34" |
| 2    | Ján Svorada            | Lampre-Panaria        | s.t.     |
| 3    | Džamolidin Abdužaparov | Novell Software-Decca | s.t.     |

| Pos. | Corridore           | Squadra                      | Tempo |
| ---- | ------------------- | ---------------------------- | ----- |
| 1    | Maximilian Sciandri | MG Boys Maglificio-Technogym |       |

### 4ª tappa
- 11 marzo: Santa Severa > Sorano – 200 km

Risultati
| Pos. | Corridore          | Squadra                | Tempo    |
| ---- | ------------------ | ---------------------- | -------- |
| 1    | Stefano Colagè     | ZG Mobili-Selle Italia | 5h11'18" |
| 2    | Gabriele Colombo   | Gewiss-Ballan          | a 6"     |
| 3    | Maurizio Fondriest | Lampre-Panaria         | a 7"     |

| Pos. | Corridore           | Squadra    | Tempo |
| ---- | ------------------- | ---------- | ----- |
| 1    | Gianluca Pianegonda | Team Polti |       |

### 5ª tappa
- 12 marzo: Porto Santo Stefano > Soriano nel Cimino – 175 km

Risultati
| Pos. | Corridore         | Squadra                | Tempo    |
| ---- | ----------------- | ---------------------- | -------- |
| 1    | Gianluca Pierobon | Refin-Cantina Tollo    | 4h53'37" |
| 2    | Stefano Colagè    | ZG Mobili-Selle Italia | s.t.     |
| 3    | Simone Borgheresi | Amore & Vita-Galatron  | a 1'46"  |

| Pos. | Corridore      | Squadra                | Tempo |
| ---- | -------------- | ---------------------- | ----- |
| 1    | Stefano Colagè | ZG Mobili-Selle Italia |       |

### 6ª tappa
- 13 marzo: Terni > Comunanza – 180 km

Risultati
| Pos. | Corridore         | Squadra             | Tempo    |
| ---- | ----------------- | ------------------- | -------- |
| 1    | Nicola Minali     | Gewiss-Ballan       | 5h14'38" |
| 2    | Giovanni Lombardi | Team Polti          | s.t.     |
| 3    | Michele Bartoli   | Mercatone Uno-Saeco | s.t.     |

| Pos. | Corridore      | Squadra                | Tempo |
| ---- | -------------- | ---------------------- | ----- |
| 1    | Stefano Colagè | ZG Mobili-Selle Italia |       |

### 7ª tappa
- 14 marzo: Monte Urano > Torre San Patrizio – 180 km

Risultati
| Pos. | Corridore           | Squadra                      | Tempo    |
| ---- | ------------------- | ---------------------------- | -------- |
| 1    | Stefano Zanini      | Gewiss-Ballan                | 4h10'43" |
| 2    | Adriano Baffi       | Mapei-GB                     | s.t.     |
| 3    | Maximilian Sciandri | MG Boys Maglificio-Technogym | s.t.     |

| Pos. | Corridore      | Squadra                | Tempo |
| ---- | -------------- | ---------------------- | ----- |
| 1    | Stefano Colagè | ZG Mobili-Selle Italia |       |

### 8ª tappa
- 15 marzo: San Benedetto del Tronto > San Benedetto del Tronto – 164 km

Risultati
| Pos. | Corridore              | Squadra               | Tempo    |
| ---- | ---------------------- | --------------------- | -------- |
| 1    | Ján Svorada            | Panaria-Vinavil       | 4h25'04" |
| 2    | Džamolidin Abdužaparov | Novell Software-Decca | s.t.     |
| 3    | Giuseppe Citterio      | Aki-Gipiemme          | s.t.     |

| Pos. | Corridore          | Squadra                | Tempo     |
| ---- | ------------------ | ---------------------- | --------- |
| 1    | Stefano Colagè     | ZG Mobili-Selle Italia | 37h35'39" |
| 2    | Maurizio Fondriest | Lampre-Panaria         | a 22"     |
| 3    | Dmitrij Konyšev    | Aki-Gipiemme           | a 27"     |

## Classifiche finali

### Classifica generale - Maglia azzurra
| Pos. | Corridore          | Squadra                      | Tempo     |
| ---- | ------------------ | ---------------------------- | --------- |
| 1    | Stefano Colagè     | ZG Mobili-Selle Italia       | 37h35'39" |
| 2    | Maurizio Fondriest | Lampre-Panaria               | a 22"     |
| 3    | Dmitrij Konyšev    | Aki-Gipiemme                 | a 27"     |
| 4    | Davide Rebellin    | MG Boys Maglificio-Technogym | a 29"     |
| 5    | Michele Coppolillo | Navigare-Blue Storm          | a 43"     |
| 6    | Gabriele Colombo   | Gewiss-Ballan                | a 49"     |
| 7    | Massimiliano Lelli | Mercatone Uno-Saeco          | a 52"     |
| 8    | Simone Borgheresi  | Amore & Vita-Galatron        | a 57"     |
| 9    | Beat Zberg         | Carrera Jeans-Tassoni        | a 1'01"   |
| 10   | Luca Gelfi         | Brescialat                   | s.t.      |